# Тройхтлінген
Тройхтлінген (нім. Treuchtlingen) — місто в Німеччині, розташоване в землі Баварія. Підпорядковується адміністративному округу Середня Франконія. Входить до складу району Вайсенбург-Гунценгаузен.
Площа — 103,00 км2. Населення становить 13 099 ос. (станом на 31 грудня 2020).